# Sonora
|  | Per a altres significats, vegeu «Sonora (desambiguació)». |

Sonora és un dels 31 estats que, juntament amb Ciutat de Mèxic, formen 32 entitats federatives de Mèxic. S'ubica a la regió del nord-oest del país. És conegut per les seves característiques desèrtiques i per les seves platges. La seva capital i ciutat més gran és Hermosillo.
Limita amb els estats de Chihuahua a l'est, Sinaloa al sud i Baixa Califòrnia al nord-oest; al nord comparteix una extensa frontera amb l'estat d'Arizona i una més petita amb el de Nou Mèxic dels Estats Units, i cap a l'oest limita amb el Mar Cortés o Golf de Califòrnia. Es divideix en 72 municipis, ocupant el segon lloc nacional en extensió, després de Chihuahua, amb un 9,2% de tot el territori mexicà.
El territori està format per quatre províncies fisiogràfiques: la Sierra Madre Occidental, les Serres i Valls Paral·leles (també anomenades Planes del Nord), el Desert de Sonora i la costa del Golf de Califòrnia.

## Informació general
L'estat de Sonora està situat al nord-est de Mèxic, a l'Amèrica del Nord. Les seves costes estan banyades pel Mar Cortés. Sonora es troba vinculat a la denominada "Conca del Pacífic", que ofereix gran possibilitats de desenvolupament econòmic i múltiples reptes i oportunitats d'aprofitament sostenible dels seus recursos naturals. Les seves fronteres amb els estats estatunidencs d'Arizona i Nou Mèxic permeten múltiples connexions econòmiques, culturals i polítiques amb els Estats Units d'Amèrica.
Són tres els estats mexicans que tenen límits terrestres amb aquest estat: Baixa Califòrnia a l'oest, Chihuahua a l'est, Sinaloa al sud.
Sonora està situada en una franja climàtica de l'hemisferi nord en la que s'han format diversos deserts al voltant de la Terra. Si seguim el paral·lel 30º de latitud nord a través d'un planisferi de la Terra, es pot veure que l'estat està situat a la mateixa latitud que els deserts d'Àfrica del Nord, Aràbia Saudita, l'Iraq, Kuwait i més.
Una àmplia xarxa de camins, amb la columna vertebral vial de la carretera de quatre carrils que creua l'estat de sud a nord, uneix a Sonora amb la resta de Mèxic i els Estats Units d'Amèrica.
L'estat és el segon més gran del país amb una extensió territorial de 184.934 km² que representen el 9,2% de la superfície total del país. El límit fronterer amb els Estats Units d'Amèrica abasta una extensió de 588,199 km, que ens la seva major part limita amb l'estat d'Arizona (568 km), i la resta amb l'estat de Nou Mèxic (20 km). El límit amb l'estat de Chihuahua és de 592 km, i amb l'estat de Sinaloa és de 117 km.
L'extensió litoral de Sonora és de 1.207 km, que sumats a l'extensió dels límits fronterers amb els estats veïns, dona com a resultat el perímetre de l'estat sigui de 2.505 km.
Es troba localitzat entre els paral·lels 32º29' i els 26º14º Nord, i entre els meridians 108º26' i els 105° 02′ oest del Meridià de Greenwich